# Wułkan Czerkasy
Wułkan Czerkasy (ukr. Міні-футбольний клуб «Вулкан» Черкаси, Mini-Futbolnyj Kłub "Wułkan" Czerkasy) – ukraiński klub futsalu, mający siedzibę w mieście Czerkasy. W sezonie 1993/94 występował w futsalowej Wyższej Lidze Ukrainy.

## Historia
Chronologia nazw:
- 1993: Wułkan Czerkasy (ukr. «Вулкан» Черкаси)

Klub futsalowy Wułkan Czerkasy został założony w Czerkasach w 1993 roku. W sezonie 1993/94 zespół debiutował w profesjonalnych rozgrywkach Wyższej Ligi, zajmując 14.miejsce. Jednak w następnym sezonie klub zrezygnował z dalszych rozgrywek i został rozwiązany.
W mieście nadal funkcjonuje Szkoła Sportowa "Wułkan", która powstała w 1989 roku.

## Sukcesy

### Trofea międzynarodowe
Nie uczestniczył w rozgrywkach europejskich (stan na 31-05-2019).

### Trofea krajowe
| \| \| Zdobyte trofea w rozgrywkach Ukrainy (stan na: 31-05-2019) \| |                                                            |      |          |
| Rozgrywki                                                           | Osiągnięcie                                                | Razy | Sezon(y) |
| · Mistrzostwo                                                       | I miejsce                                                  | 0    |          |
| · Mistrzostwo                                                       | II miejsce                                                 | 0    |          |
| · Mistrzostwo                                                       | III miejsce                                                | 0    |          |
| · Mistrzostwo                                                       | 14.miejsce                                                 | 1    | 1993/94  |
| Puchar                                                              | zdobywca                                                   | 0    |          |
| Puchar                                                              | finalista                                                  | 0    |          |
| II liga                                                             | I miejsce                                                  | 0    |          |
| II liga                                                             | II miejsce                                                 | 0    |          |
| II liga                                                             | III miejsce                                                | 0    |          |
| Ukraina                                                             | Zdobyte trofea w rozgrywkach Ukrainy (stan na: 31-05-2019) |      |          |

## Struktura klubu

### Stadion
Klub rozgrywał swoje mecze domowe w Hali Pałacu Sportu Budiwelnyk w Czerkasach. Pojemność: 1000 miejsc siedzących.